# I'm Henery the Eighth, I Am
Singles de Herman's Hermits
Wonderful World
(avril 1965) Just a Little Bit Better
(août 1965)
I'm Henery the Eighth, I Am ou I'm Henry VIII, I Am est une chanson de music-hall écrite par Fred Murray et R. P. Weston et interprétée par Harry Champion en 1910. Remise au goût du jour par le chanteur Joe Brown en 1961, c'est cependant sa reprise par le groupe de pop Herman's Hermits qui rencontre le plus grand succès en se classant no 1 des ventes aux États-Unis en 1965.
Le titre de la chanson semble faire référence au roi Henri VIII d'Angleterre, mais en réalité, le narrateur explique qu'il s'appelle Henry (Henery avec l'accent cockney) et que sa femme a eu sept maris avant lui.